# Niobrara
Niobrara (omaha-ponca Ní Ubthátha Tʰáⁿwaⁿgthaⁿ) és una població dels Estats Units a l'estat de Nebraska. Segons el cens del 2000 tenia 379 habitants.

## Demografia
Segons el cens del 2000, Niobrara tenia 379 habitants, 184 habitatges, i 107 famílies. La densitat de població era de 203,2 habitants per km².
Dels 184 habitatges en un 22,8% hi vivien nens de menys de 18 anys, en un 46,7% hi vivien parelles casades, en un 8,2% dones solteres, i en un 41,8% no eren unitats familiars. En el 39,7% dels habitatges hi vivien persones soles el 22,8% de les quals corresponia a persones de 65 anys o més que vivien soles. El nombre mitjà de persones vivint en cada habitatge era de 2,06 i el nombre mitjà de persones que vivien en cada família era de 2,72.
Per edats la població es repartia de la següent manera: un 22,7% tenia menys de 18 anys, un 3,4% entre 18 i 24, un 17,9% entre 25 i 44, un 32,2% de 45 a 60 i un 23,7% 65 anys o més.
L'edat mediana era de 49 anys. Per cada 100 dones de 18 o més anys hi havia 98 homes.
La renda mediana per habitatge era de 26.000 $ i la renda mediana per família de 36.250 $. Els homes tenien una renda mediana de 26.042 $ mentre que les dones 21.250 $. La renda per capita de la població era de 15.299 $. Aproximadament el 9,3% de les famílies i el 13,8% de la població estaven per davall del llindar de pobresa.

## Poblacions més properes
El següent diagrama mostra les poblacions més properes.